# آریسنت
آریسنت (انگلیسی: Aricent) شرکت تحقیق و توسعه آمریکایی هندی است، که در سال ۱۹۹۱ تأسیس شد.